# Garibaldi (Rio Grande do Sul)
Garibaldi este un oraș în Rio Grande do Sul (RS), Brazilia.